# Pararge abastumana
Pararge abastumana är en fjärilsart som beskrevs av Leo Andrejewitsch Sheljuzhko 1937. Pararge abastumana ingår i släktet Pararge och familjen praktfjärilar. Inga underarter finns listade i Catalogue of Life.